# تیتی سرقرمز
تیتی سرقرمز (نام علمی: Callicebus regulus) نام یک گونه از سرده تیتی است.